# Insel Amrum
Die Insel Amrum war eine kombinierte Auto- und Personenfähre der Neuen Pellwormer Dampfschiffahrts-GmbH (N.P.D.G.). Das Schiff wurde am 1. Januar 2012 nach rund 42 Jahren Einsatz auf der Föhr-Amrum-Linie von der Wyker Dampfschiffs-Reederei Föhr-Amrum (W.D.R.) an den neuen Eigentümer verkauft.

## Geschichte
Gebaut wurde das Schiff 1970 unter der Baunummer 1294 auf der Husumer Schiffswerft in Husum. Der Rumpf wurde von der Schiffswerft Oberwinter in Oberwinter zugeliefert und dort unter der Baunummer S 195 gebaut.
Die Kiellegung des Schiffs erfolgte am 13. November 1969, der Stapellauf am 5. Juni 1970. Fertiggestellt wurde das Schiff, das am 12. Juni durch Käthe Theis getauft wurde, im Juli 1970. Am 9. Juli 1970 fand eine erste Probefahrt statt. 1977 wurde durch die Elsflether Werft in Elsfleth ein Sonnendeck angebaut, um die Kapazität des Schiffes besonders in den verkehrsreichen Sommermonaten zu erhöhen.
Die Insel Amrum wurde von der Wyker Dampfschiffs-Reederei zuletzt hauptsächlich als vorübergehender Ersatz für eine der großen Fähren, etwa bei niedrigem Wasserstand, oder zusätzlich bei großem Verkehrsaufkommen eingesetzt. Sie war aber auch in den frühen Morgenstunden im planmäßigen Verkehr zu sichten, dann vor allem zur Güterversorgung von Föhr und Amrum. Außerdem wurde sie zu Gefahrguttransporten eingesetzt. Meist war die Fähre zwischen dem Festlandhafen Dagebüll und Wyk auf Föhr unterwegs. Selten wurde Wittdün auf der namensgebenden Insel Amrum angelaufen.
Im Januar 2012 wurde das Schiff von der W.D.R. an die Neuen Pellwormer Dampfschiffahrtsgesellschaft verkauft. Ab dem 8. Januar 2012 wurde das Schiff von der N.P.D.G. auf der Route Strucklahnungshörn (Nordstrand)–Pellworm eingesetzt.
Die Insel Amrum diente zuletzt als Ersatz- und Verstärkungsfähre in der Fährverbindung Nordstrand–Pellworm. Gelegentliche Chartereinsätze auf der Föhr-Amrum-Linie waren möglich. Im Juni 2018 traf die Fähre in Esbjerg in Dänemark ein.
Die dänische Werft Smeedegarden in Esbjerg verkaufte das Schiff 2018 weiter an M. Hjorteseth Shipping AS in Bergen, Norwegen, wo der Umbau zum Arbeitsschiff und die Umbenennung zu "Breiflabben" erfolgen sollte.[veraltet]
Im Sommer 2022 lag das Schiff bei Kleppestø auf der norwegischen Insel Askøy, nördlich von Bergen. Die Brücke samt Unterkonstruktion wurde entfernt und das Brückenhaus auf dem ehemaligen Fahrzeugdeck gelagert.

## Technische Daten
Das Schiff war zunächst mit zwei Zwölfzylinder-Viertakt-Dieselmotoren des Herstellers MAN (Typ: V 6 V 16/18 TL) mit einer Leistung von jeweils 588 kW ausgerüstet. Nach einer Motorenhavarie wurde im Februar 1972 einer der beiden Motoren durch einen Zwölfzylinder-Viertakt-Dieselmotor des Herstellers MTU Friedrichshafen (Typ: 12 V 362) mit einer Leistung von 559 kW ersetzt. Die beiden Motoren wirken auf zwei Festpropeller, die sich beide am Heck befinden. Die Insel Amrum ist keine Doppelendfähre. Die Höchstgeschwindigkeit der Fähre liegt bei 13 Knoten.

## Besonderheiten
- Das Schiff bietet im Unterdeck einen Salon mit Selbstbedienungsrestauration.
- Es ist im 2009 gedrehten ARD-Film Ein Strauß voll Glück als Fritjof 1 zu sehen.